# Borrasca branca

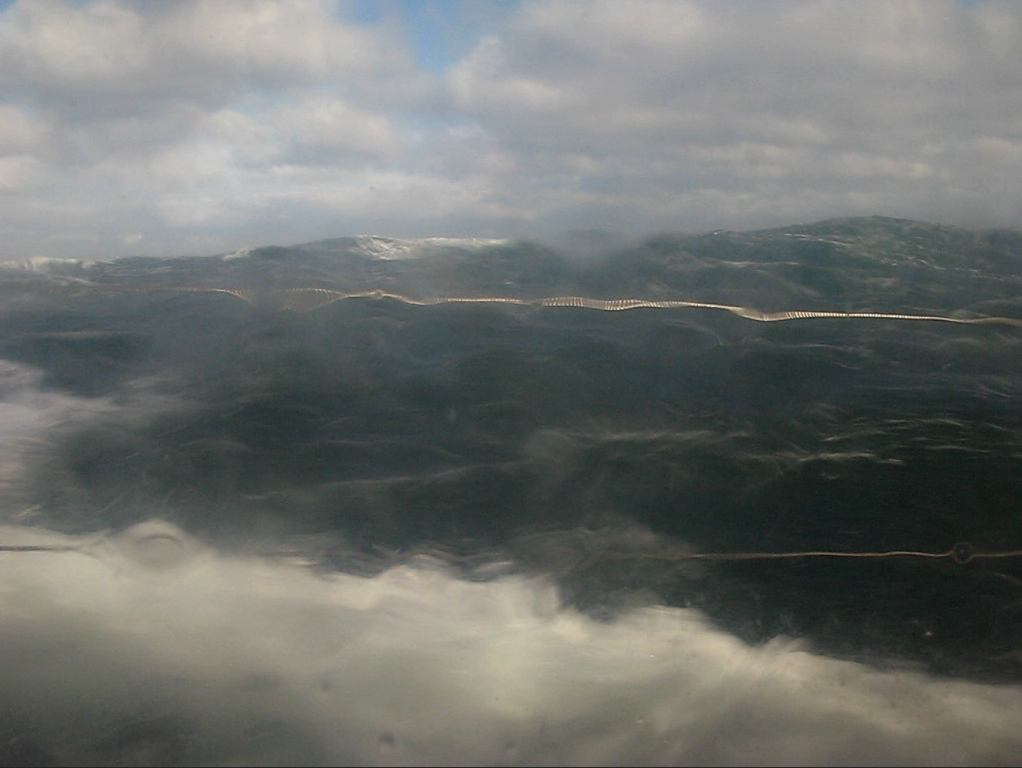
Uma borrasca branca no Estreito de Magalhães, em outubro de 2009.

Uma borrasca branca, também conhecida por tempestade branca, é um fenómeno meteorológico que descreve a formação de um vendaval súbito e violento no mar que, diferentemente de uma borrasca típica, não produz precipitação e, às vezes, nem nuvens. O seu nome faz referência às cristas brancas das ondas que se formam por efeito da ventania tempestuosa e, também, ao facto de o céu estar no geral claro.
Trata-se, portanto, de uma borrasca particular que irrompe sem qualquer sinal de alerta e com muita violência. O seu aparecimento estaria correlacionado com a formação de uma rajada descendente extremamente violenta, cujos ventos podem, por vezes, ser superiores aos 300 km/h. Ainda que a sua ocorrência seja extremamente rara nos oceanos, as borrascas brancas não são incomuns nos Grandes Lagos da América do Norte.

## Incidentes históricos
As borrascas brancas têm estado na origem de infortúnios em muitos contos marítimos e, também, têm sido apontadas como a causa de algumas tragédias:
- Uma borrasca branca foi relatada como sendo a culpada pela perda da escuna Paul Pry, ao largo do Cabo Schanck, na Austrália, em 3 de setembro de 1841.[2]

- A 2 de maio de 1961 o navio-escola Albatroz (veleiro), afundou no Pacífico, onde faleceram quatro alunos e dois membros da tripulação devido a este fenómeno.  Este incidente foi retratado no livro 'The Last Voyage of the Albatross' de Charles Gieg Jr. e Felix Sutton e posteriormente no filme A Tormenta  de Ridley Scott   .

- Em maio de 1986, o Pride of Baltimore, uma escuna moderna de 42 m foi supostamente atingido por uma borrasca branca. O navio de 121 toneladas afundou-se a cerca de 240 milhas náuticas (390 km) a Norte de Porto Rico, deixando os tripulantes sobreviventes à deriva por cinco dias. Um cargueiro norueguês, o Toro, resgatou-os às 02:30 da manhã do dia 19 de maio de 1986.[carece de fontes?] O relato de uma testemunha ocular descreveu o seguinte:

"Um som de assobio tremendo rugiu através do cordame e uma parede de vendo atingiu-nos na parte de trás. O Pride tombou em questão de segundos. O vento de 70 nós (130 km/h) empurrou uma parede alta de água para estibordo. Ele afundou-se em questão de minutos.[carece de fontes?]